# Tököl
Tököl [tekel] (chorvatsky Tukulja, srbsky Тукуља, Tukulja, německy Teckel) je město v Maďarsku v župě Pest, spadající pod okres Szigetszentmiklós. Leží jižně od Budapešti, v její blízkosti. 

## Název
Předpokládá se, že název je slovanského resp. jihoslovanského původu a pochází z příjmení Tekelija, které bylo postupně v průběhu času pomaďarštěno. 

## Poloha
Město je součástí aglomerace tří měst Szigethalom, Szigetszentmiklós a Tököl, nacházející se na říčním ostrově Csepel. Poblíže je též město Halásztelek, na druhé straně Dunaje se nachází město Százhalombatta. 

## Historie
První písemná zmínka o obci pochází z roku 1270. Pravděpodobně byla založena již za vlády rodu Arpádovců. Město bylo centrem řemeslníků, nějakou dobu patřilo také uherskému králi. Původně maďarská obec se etnicky rozrůznila o slovanský prvek v souvislosti s tureckými válkami a Stěhováním Srbů v závěru 17. století. Usídlili se zde také Němci. Jejím přirozenou západní hranicí byl močál s názvem Nádas rét při dunajském břehu. Ten byl později vysušen a přeměněn v zemědělsky využívatelnou půdu. Postaven byl také protipovodňový val, který město chránil před velkou vodou.
Lidé se zde věnovali tradičně zemědělství, chovu dobytka a výrobě mléka. 
V závěru 19. století se začala rozrůstat v souvislosti s populační explozí nedaleké Budapešti. Zavedena sem byla také železnice (dnes sem jezdí příměstské vlaky systému HÉV z Budapešti). Na mapách třetího vojenského mapování je již kromě zavedené železnice na konci 19. století také možné vidět místní názvy, které jsou jihoslovanského původu (Velike Brezine, Stari Vinogradi, Ciglane apod.) Postupně obec stavebně splynula s dalšími okolními. Podle údajů z roku 1905 zde žilo několik pravoslavných Slovanů (Srbů) a zhruba čtrnáct set katolíků (Šokců). 
Za druhé světové války zde bylo postaveno letiště, které poté sloužilo během existence Maďarské lidové republiky pro potřeby zde pobývající sovětské armády. 
V roce 2001 získal Tököl statut města. 
V roce 2015 zde žilo 10 050 obyvatel, z nichž jsou 82,1 % Maďaři, 2,1 % Chorvati, 1,9 % Romové, 1,8 % Němci, 1,1 % Srbové a 0,4 % Rumuni.

## Pamětihodnosti
Ve městě se nachází kostel reformované církve a několik katolických kostelů, např. sv. Anny a další. 

## Doprava
Do města vede železniční trať, která směřuje z Budapešti do města Ráckeve. Ta je obsluhována vlaky příměstské železniční sítě s názvem HÉV (linka č. 6). Na území města stojí jediné nádraží. 